# ذبابة الأزهار الوجهية
ذبابة الأزهار الوجهية (الاسم العلمي: Anthomyia facialis) هي نوع من الحشرات تتبع جنس ذبابة الأزهار من فصيلة ذباب الأزهار.